# 阿萨巴斯卡县
阿萨巴斯卡县（Athabasca）是加拿大艾伯塔省的一个县，位于该省中部。阿萨巴斯卡县总面积6,126.43 km2 (2,365.4 sq mi)，总人口7,587(2006年)。阿萨巴斯卡河纵贯该县。该县曾计划作为艾伯塔省省会，但因遭遇大火而计划失败。

## 社区
该县包含以下社区：
- 镇
  - 阿萨巴斯卡
- 村
  - 波义耳
- 村镇
  - 阿特摩